# Aree naturali protette dell'Islanda
Il numero delle aree protette in Islanda, comprensivo di tutte le categorie, è di 130 aree, che coprono il 17.44 % della superficie dell'isola per un totale di 17.844,57 km². Le aree marine protette invece assommano a 566 km² distribuiti in 14 siti individuati nelle acque entro la zona economica esclusiva islandese.

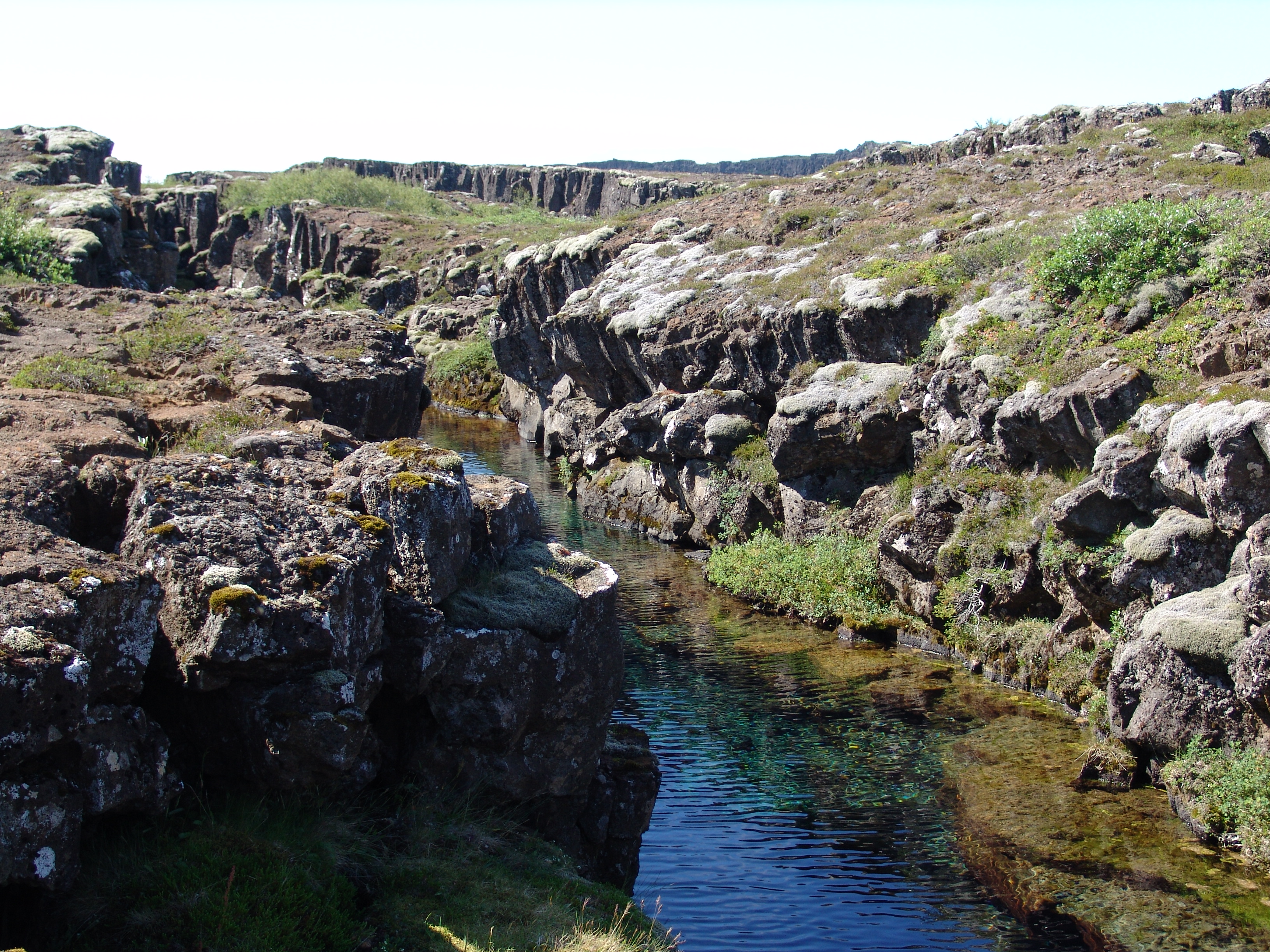
Parco nazionale di Þingvellir

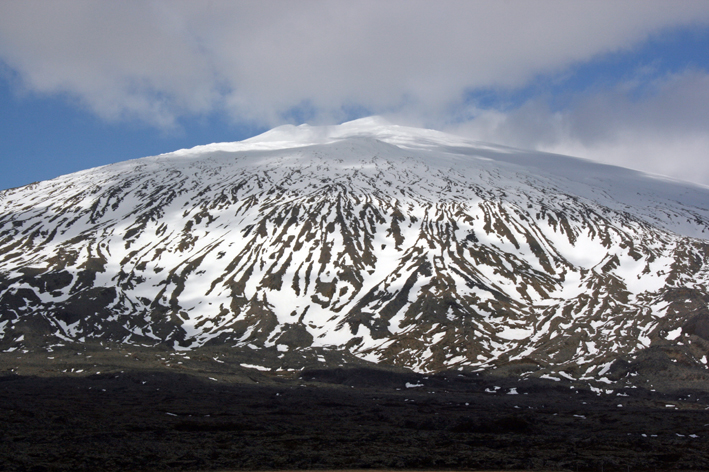
Parco nazionale di Snæfellsjökull

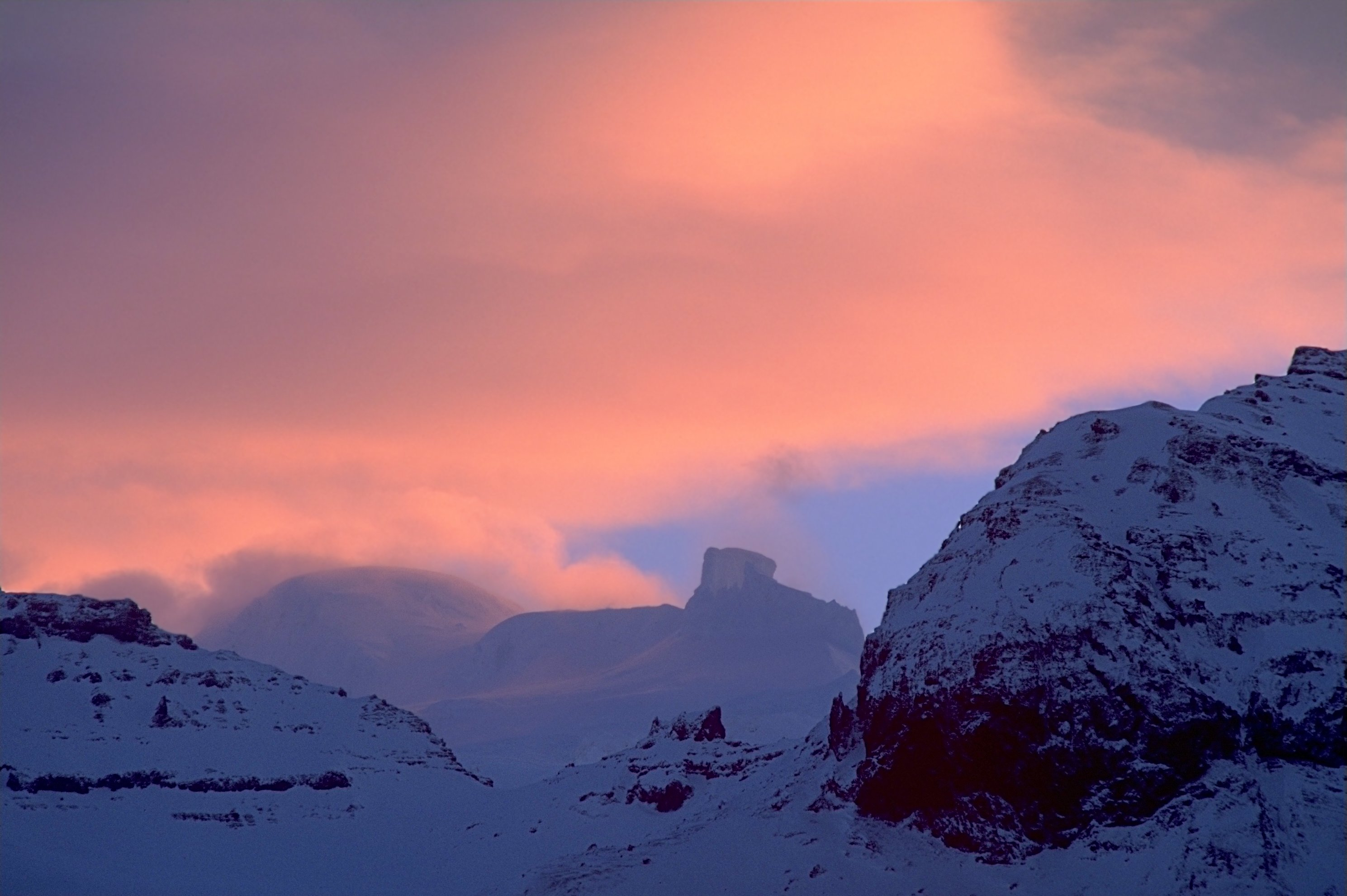
Parco nazionale del Vatnajökull

## Parchi nazionali
In Islanda i parchi nazionali sono 3, per un totale di 1.434.516 ettari, la cui gestione è sotto la supervisione del Ministero per l'ambiente e le risorse naturali.
| Nome                              | Regione                    | Dimensioni (ettari) | Anno di istituzione |
| --------------------------------- | -------------------------- | ------------------- | ------------------- |
| Parco nazionale di Thingvellir    | Islanda centro-meridionale | 22.789              | 1928                |
| Parco nazionale di Snæfellsjökull | Islanda occidentale        | 16.694              | 2001                |
| Parco nazionale del Vatnajökull   | Islanda meridionale        | 1.395.033           | 2008                |

Il primo parco nazionale, il parco nazionale Thingvellir, è stato istituito nel 1928.
Dal 2008, il parco nazionale di Skaftafell e il parco nazionale di Jökulsárgljúfur fanno parte del parco nazionale del Vatnajökull. Grazie a questo accorpamento, tra i parchi nazionale europei quello del Vatnajökull è il più esteso. 
Le caratteristiche dei parchi soppressi erano:
| Nome                               | Regione                | Dimensioni (ettari)          | Anno d'istituzione |
| ---------------------------------- | ---------------------- | ---------------------------- | ------------------ |
| Parco nazionale di Jökulsárgljúfur | Islanda nord-orientale | 12.000 (terrestre) 58 marini | 1993               |
| Parco nazionale di Skaftafell      | Islanda sud-orientale  | 160.000 (terrestre)          | 1984               |

## Altre aree protette
Oltre ai parchi nazionali, in Islanda si tutelano altri siti. In particolare vi sono:
- zone di protezione ambientale (Habitat protection), 4 aree;
- aree di conservazione (Conservation Area), 2 aree;
- aree ricreative pubbliche o parchi rurali (Public Recreation Area or Country Park), 23 aree;
- riserve naturali (Nature Reserve), 39 aree;
- monumenti naturali (Natural Monument), 43 aree;
- aree marine protette (Marine Protected Area - OSPAR), 14 aree;
- siti Ramsar (Ramsar Site, Wetland of International Importance), 6 aree;
- siti patrimonio dell'umanità (World Heritage Site), 2 aree.

### Aree marine protette
Elenco delle aree designate secondo la Convenzione internazionale per la protezione dell'ambiente marino dell'Atlantico Nord-Est (OSPAR).
| Nome                                                       | Regione OSPAR | Dimensioni (ettari) | Anno di istituzione |
| ---------------------------------------------------------- | ------------- | ------------------- | ------------------- |
| Hornafjarðardjúp, barriera corallina, area 1               | Acque artiche | 789                 | 2008                |
| Hornafjarðardjúp, barriera corallina, area 2               | Acque artiche | 3126                | 2008                |
| Eyjafjörður, Sorgente idrotermale                          | Acque artiche | 12                  | 2008                |
| Eyjafjörður, Sorgente idrotermale (a nord di Arnanesnöfum) | Acque artiche | 56                  | 2008                |
| Reynisdjúp, barriera corallina                             | Acque artiche | 945                 | 2008                |
| Skaftárdjúp, barriera corallina, area 1                    | Acque artiche | 736                 | 2008                |
| Skaftárdjúp, barriera corallina, area 2                    | Acque artiche | 2229                | 2008                |
| Isola di Eldey                                             | Acque artiche | 1200                | 2012                |
| Isola di Surtsey                                           | Acque artiche | 6500                | 2012                |
| Lónsdjúp                                                   | Acque artiche | 7654                | 2014                |
| Lónsdjúp-Papagrunn, Piattaforma continentale               | Acque artiche | 7828                | 2014                |
| Papagrunn                                                  | Acque artiche | 1730                | 2014                |
| Rosagarður                                                 | Acque artiche | 16414               | 2014                |
| Skeiðarardjup                                              | Acque artiche | 6499                | 2014                |

### Monumenti naturali
Elenco parziale dei monumenti naturali islandesi, per definizione appartengono alla III categoria IUCN: 
| Nome                                          | Regione           | Dimensioni (ettari) | Anno d'istituzione |
| --------------------------------------------- | ----------------- | ------------------- | ------------------ |
| Cascata di Álafoss                            | Höfuðborgarsvæðið | 1                   | 2013               |
| Caldera di Askja                              | Norðurland eystra | 5.000               | 1978               |
| Cascate di Dettifoss, Selfoss e Hafragilsfoss | Jökulsárgljúfur   | 485                 | 1996               |
| Formazioni laviche di Dimmuborgir             | Norðurland eystra | 424                 | 2011               |
| Cascata di Dynjandi                           | Vestfirðir        | 645                 | 1986               |
| Cascate di Hraunfossar                        | Vesturland        | 36                  | 1987               |
| Sito geotermale di Hveravellir                | Vesturland        | 153                 | 1985               |
| Lastricato naturale basaltico di Kirkjugolf   | Suðurland         | 80 m²               | 1987               |
| Cascata di Skógafoss                          | Suðurland         | 184                 | 1987               |
| Isola fluviale di Viðey i Þjórsá              | Suðurland         | 3                   | 2011               |

### Aree di conservazione
In Islanda ci sono due aree di conservazione, della categoria IUCN IV (Area di conservazione di Habitat o Specie) e V (Paesaggio terrestre o marino protetto):
| Nome                                       | Regione                | Dimensioni (ettari) | Anno d'istituzione |
| ------------------------------------------ | ---------------------- | ------------------- | ------------------ |
| Baia di Breiðafjörður categoria IUCN: IV   | Vestfirðir, Vesturland | 284.304             | 1995               |
| Lago Mývatn e fiume Laxá categoria IUCN: V | Norðurland eystra      | 15.289              | 1974               |

### Siti patrimonio dell'umanità
L'Islanda ha due siti inseriti nella lista dei patrimoni dell'umanità dell'Organizzazione delle Nazioni Unite per l'educazione, la scienza e la cultura (UNESCO).
| Nome                           | Criterio | Anno d'istituzione |
| ------------------------------ | --- | ------------------ |
| Parco nazionale di Thingvellir | (III) "apportare una testimonianza unica o eccezionale su una tradizione culturale o della civiltà" (IV) "offrire un esempio eminente di un tipo di costruzione architettonica o del paesaggio o tecnologico illustrante uno dei periodi della storia umana" | 2004               |
| Isola di Surtsey               | (IX) "essere uno degli esempi eminenti dei processi ecologici e biologici in corso nell'evoluzione dell'ecosistema" | 2008               |